# مبانداکا
مبانداکا (به لاتین: Mbandaka) یک شهر در جمهوری دموکراتیک کنگو است. مبانداکا ۴۶۰ کیلومتر مربع مساحت و ۳۴۵٬۶۶۳ نفر جمعیت دارد و ۳۷۰ متر بالاتر از سطح دریا واقع شده‌است.